# Drapeau du Royaume d'Araucanie et de Patagonie
Le drapeau du Royaume d'Araucanie et de Patagonie est  un drapeau tricolore de bandes horizontales bleue, blanche et verte de largeurs égales.

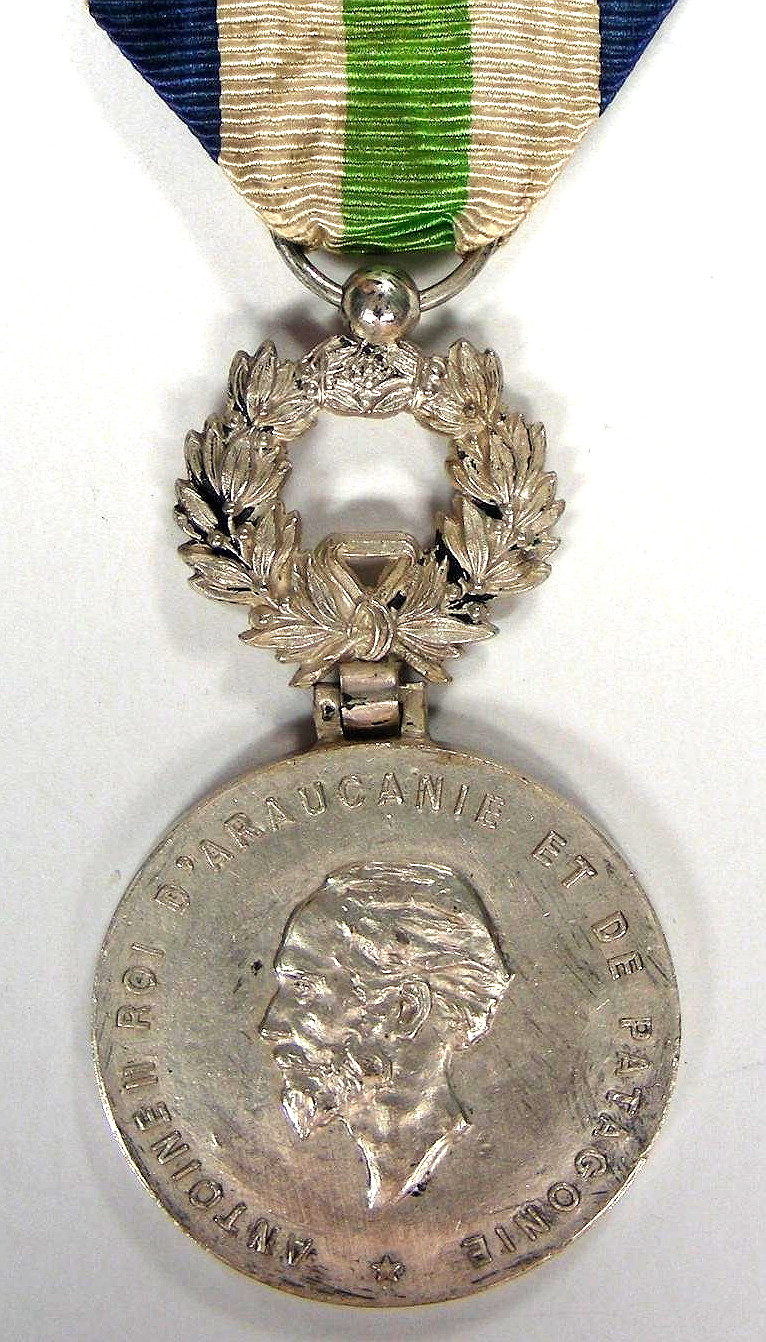
Médaille d'un ordre honorifique du royaume d'Araucanie et de Patagonie à l'effigie du roi Antoine II (docteur Antoine-Hippolyte Cros, 1833-1903).

## Histoire
Ce drapeau a été créé et choisi par le Français Antoine de Tounens (1825-1878) lorsqu'il fonda par deux ordonnances du 17 novembre 1860 et 20 novembre 1860 le royaume éphémère d'Araucanie et de Patagonie,.
Selon certaines sources Orélie-Antoine Ier aurait d'abord utilisé un drapeau tricolore horizontal vert-bleu-blanc et ensuite en France un drapeau bleu-blanc-vert, cependant Antoine de Tounens écrit lui-que son drapeau était « bleu, blanc, vert »

Variante vert-bleu-blanc.

Ce drapeau bleu-blanc-vert est de nos jours celui du Royaume d'Araucanie et de Patagonie « micronation » dirigée par un français prétendant au trône d'Araucanie et de Patagonie.
La variante à bandes verticales bleu-blanc-vert-blanc-bleu est un ruban de médaille.

## Autres drapeaux tricolores à bandes horizontales bleu-blanc-vert

Drapeau du Lesotho depuis 2006.
Drapeau officiel de la province de Río Negro (Argentine) rappelant le drapeau du Royaume d'Araucanie et de Patagonie.
Drapeau de l'Ouzbékistan depuis 1991.
Drapeau de la République de Molossia, micronation fondée en 1999 et réduite à une petite maison près de Dayton dans l'État du Nevada (États-Unis).
Drapeau de la République du Jämtland, micronation située au centre de la Scandinavie

## Divers
Le Bi-Bop (1991-1997) fut en France le premier téléphone portable. Des autocollants à bandes horizontales bleu-blanc-vert étaient placés sur le mobilier urbain pour signaler ses zones d'appel. 

Indication de la présence d'une borne Bi-Bop à proximité, avec le logo de France Télécom.
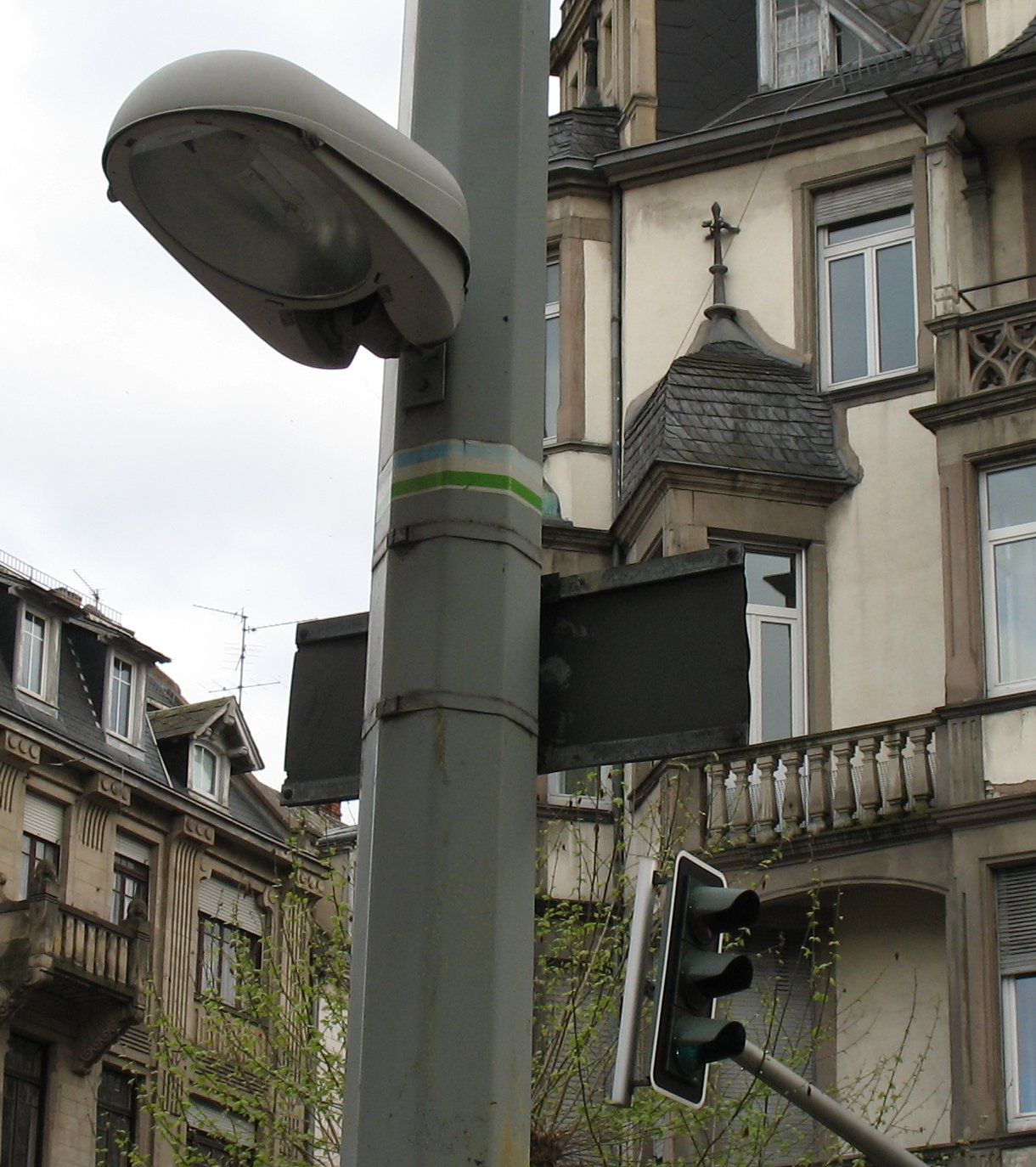
Présence à proximité d'une borne Bi-Bop reconnaissable à l'autocollant bleu-blanc-vert.